# Арефинский сельсовет
Арефинский сельсове́т — сельское поселение в Вачском районе Нижегородской области. Административный центр — село Арефино.

## История
Статус и границы сельского поселения установлены Законом Нижегородской области от 15 июня 2004 года № 60-З «О наделении муниципальных образований - городов, рабочих посёлков и сельсоветов Нижегородской области статусом городского, сельского поселения».
Законом Нижегородской области от 28 августа 2009 года № 142-З сельские поселения Арефинский сельсовет и Епифановский сельсовет объединены в сельское поселение Арефинский сельсовет.

## Население
| 2002  | 2010  | 2012  | 2013  | 2014  | 2015  | 2016  |
| ----- | ----- | ----- | ----- | ----- | ----- | ----- |
| 3829  | ↘3402 | ↘3373 | ↘3323 | ↘3239 | ↘3144 | ↘3117 |
| 2017  | 2018  | 2019  | 2020  | 2021  |       |       |
| ↘3054 | ↘3017 | ↘3015 | ↘2965 | ↘2836 |       |       |

## Состав сельского поселения
| №  | Населённый пункт | Тип населённого пункта       | Население |
| -- | ---------------- | ---------------------------- | --------- |
| 1  | Арефино          | село, административный центр | ↘1466     |
| 2  | Бабкино          | деревня                      | ↘0        |
| 3  | Белавино         | село                         | ↘167      |
| 4  | Вастрома         | деревня                      | ↘7        |
| 5  | Верхополье       | деревня                      | ↘233      |
| 6  | Горы             | деревня                      | ↘23       |
| 7  | Епифаново        | село                         | ↘214      |
| 8  | Еремеево         | деревня                      | ↘34       |
| 9  | Кулаково         | деревня                      | ↘4        |
| 10 | Медоварцево      | деревня                      | ↘173      |
| 11 | Озябликово       | деревня                      | ↗320      |
| 12 | Платцово         | деревня                      | ↗75       |
| 13 | Польцо           | село                         | ↘293      |
| 14 | Сенюково         | деревня                      | ↘12       |
| 15 | Сергеево         | деревня                      | ↘228      |
| 16 | Турбенево        | деревня                      | ↘40       |
| 17 | Шерстино         | деревня                      | ↘35       |
| 18 | Шишикино         | деревня                      | ↘4        |
| 19 | Янино            | деревня                      | ↘74       |